# سیکس پک (فیلم)
سیکس پک (به انگلیسی: Six Pack) فیلمی محصول سال ۱۹۸۰ و به کارگردانی دنیل پتری است. در این فیلم بازیگرانی همچون کنی راجرز، داین لین، ارین گری، بری کوربین، تری کیسر و آنتونی مایکل هال ایفای نقش کرده‌اند.